# Ivenacker Tiergarten, Stavenhagener Stadtholz und Umgebung
Ivenacker Tiergarten, Stavenhagener Stadtholz und Umgebung este o arie protejată (arie specială de conservare — SAC, sit de importanță comunitară — SCI) din Germania întinsă pe o suprafață de 278 ha, integral pe uscat.

## Localizare
Centrul sitului Ivenacker Tiergarten, Stavenhagener Stadtholz und Umgebung este situat la coordonatele 53°42′53″N 12°56′22″E / 53.7147°N 12.9394°E.

## Înființare
Situl Ivenacker Tiergarten, Stavenhagener Stadtholz und Umgebung a fost declarat sit de importanță comunitară în aprilie 2004 pentru a proteja 3 specii de animale. Situl a fost protejat și ca arie specială de conservare în august 2016.

## Biodiversitate
Situată în ecoregiunea continentală, aria protejată conține 3 habitate naturale: Lacuri eutrofice naturale cu vegetație de tip Magnopotamion sau Hydrocharition, Păduri de fag Luzulo-Fagetum, Păduri de fag Asperulo-Fagetum.
La baza desemnării sitului se află mai multe specii protejate:
- mamifere (1): vidră de râu (Lutra lutra)
- nevertebrate (2): Osmoderma eremita, Vertigo moulinsiana